# ガル島
ガル島（ガルとう）とは、アリューシャン列島フォックス諸島を構成する一つの島である。

## 地理
サーベイヤー湾にありウナラスカ島の南西沖に位置している長さ約300メートルの無人島である。 